# Ptolemaiovo zobrazení
Ptolemaiovo zobrazení je druh kuželového mapového zobrazení, které je délkojevné v polednících. Zobrazení navrhl Klaudius Ptolemaios na přelomu našeho letopočtu. Toto zobrazení se nejčastěji používá ve školních atlasech.  

## Vlastnosti zobrazení

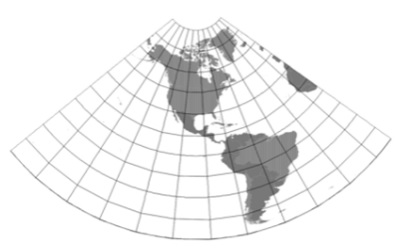
Mapa Ameriky v Ptolemaiově zobrazení.

Ptolemaiovo zobrazení patří k nejstarším zobrazením vůbec. Jde o kuželové zobrazení v normální poloze. Není znám přesný rok vzniku, ale předpokládá se, že to bylo okolo roku 150. Je ekvidistantní (délkojevné) v polednících a s jednou nezkreslenou (základní, dotykovou) rovnoběžkou φ0. Zkreslení přibývá rychleji k pólu než k rovníku. Pól je zobrazen jako část kružnice. Někdy se Ptolemaiovu zobrazení říká jednoduché Bonneovo zobrazení. Je vhodné pro zobrazení celých světadílů. Tvoří až 40 % map ve školních atlasech.

## Zobrazovací rovnice
{\displaystyle {\begin{matrix}\epsilon =n\cdot \lambda {\mathsf {,kde}}~n=cos\delta _{0}\\\rho =r\cdot [tg\delta _{0}-(\delta -\delta _{0})]\end{matrix}}}